# Alan Chávez
Alan Chávez, nome d'arte di Alan André Chávez Zarate, (Tampico, 23 dicembre 1990 – Città del Messico, 12 settembre 2009) è stato un attore messicano che a soli 18 anni è stato considerato uno dei più promettenti del cinema messicano.
Premiato nel 2008 a Tolosa, in Francia, dove è stato nominato uno dei nuovi volti del cinema latinoamericano, purtroppo ha interrotto bruscamente la sua carriera quando è morto in uno scontro con la polizia.

## Biografia
Alan Chávez nacque a Tampico, Tamaulipas il 23 dicembre 1990.
Ha iniziato la sua carriera come attore recitando nella serie televisiva Un nuevo amor. Il suo debutto cinematografico è avvenuto nel 2004 con I figli della guerra del regista Luis Mandoki. Chávez stava per ottenere il ruolo di protagonista del film, ma l'immagine ribelle che ha proiettato ha spinto il regista a dargli un altro ruolo che è diventato una sorta di icona del cattivo infantile.
Dopo I figli della guerra ha recitato nei film Partes usadas e La zona (2007), per entrambi i quali ricevuto una nomination ai Premi Ariel.

### Morte
Alan Chávez è morto il 12 settembre 2009 in uno scontro con la polizia sorto dopo una rissa scoppiata durante una festa nel quartiere di Coyoacán di Città del Messico. Nello scontro Alan venne colpito al cuore e trasportato ancora vivo in un ospedale locale dove è morto poco dopo. Venne sepolto nel pantheon di San Lorenzo Tezonco nella delegazione Iztapalapa.

## Filmografia

### Cinema
- I figli della guerra (Voces inocentes), regia di Luis Mandoki (2004)
- Adiós, para siempre, regia di David Guillermo Barba - cortometraggio (2005)
- Partes usadas, regia di Aarón Fernández Lesur (2007)
- La zona, regia di Rodrigo Plá (2007)
- Desierto adentro, regia di Rodrigo Plá (2008)
- Más allá del muro, regia di Luis Eduardo Reyes (2009)
- Siamo quello che mangiamo (Somos lo que hay), regia di Jorge Michel Grau (2010)
- Amaneceres oxidados, regia di Diego Cohen (2010)
- Inocencia, regia di Javier Méndez - cortometraggio (2011)

### Televisione
- Un nuevo amor – serie TV (2003)
- La mujer de Lorenzo – serie TV (2003)
- Soñarás – serie TV (2004)
- Cielo, regia di Gerardo Tort – film TV (2007)
- Vuelveme a querer – serie TV, 1 episodio (2009)

## Riconoscimenti
- 2007 – Pantalla de cristal[6]
  - Revelación Juvenil Masculina per Cielo

- 2008 – Premio Ariel[7]
  - Nomination Miglior attore per Partes usadas
  - Nomination Miglior attore non protagonista per La zona